# Ованес Манук Хлатеци
Ованес Манук Хлатеци (арм. Հոհվաննես Մանուկ Խլաթեցի) — армянский гусан XV века, мученик Армянской Апостольской Церкви.

## Биография
Родился в городе Хлат, примерно в 1418 году. С раннего возраста увлёкся музыкой, обучался искусству гусанов. Славился своим редким голосом, пел народные песни на армянском и турецком, а также армянские церковные песни. Участвовал и неоднократно побеждал в конкурсах народных песен. Был убит по приказу местного правителя в 1438 году, из-за отказа вероотступничества.

Смерти Ованеса посвящён сохранившийся до наших дней агиографический труд «Мученичество Ованеса Манука Хлатеци». Согласно ему, Ованес был певцом во дворце местного эмира. Одна из мусульманских певиц, когда-то проигравшая ему в песенном состязании, пустила слух, якобы Ованес вступил с ней во внебрачную связь. Эмир позвал к себе Ованеса и потребовал, чтобы тот отрёкся от христианства и взял девушку в жёны. Ованес сначала отказался, но после угроз уступил требованиям правителя. В городе были устроены пышные торжества по поводу вероотступничества известного певца, а армянские священники прокляли его. Однако Ованеса настолько мучила совесть, что уже в следующий день он заявил, что в душе остался христианином, и был публично казнён.